# New Berlin (Texas)
New Berlin é uma cidade localizada no estado norte-americano do Texas, no Condado de Guadalupe.

## Demografia
Segundo o censo norte-americano de 2000, a sua população era de 467 habitantes.
Em 2006, foi estimada uma população de 496, um aumento de 29 (6.2%).

## Geografia
De acordo com o United States Census Bureau tem uma área de
7,4 km², dos quais 7,4 km² cobertos por terra e 0,0 km² cobertos por água. New Berlin localiza-se a aproximadamente 167 m acima do nível do mar.

## Localidades na vizinhança
O diagrama seguinte representa as localidades num raio de 16 km ao redor de New Berlin.